# Криволучье (трамвайное депо, Тула)
Трамвайное депо «Криволучье» (Депо № 2) — трамвайное депо МКП «Тулгорэлектротранс», расположенное в Пролетарском округе Тулы на улице Приупская. Единственное действующее депо тульского трамвая. Депо занимает территорию около 7 гектаров, из них 2,3 — трамвайные пути, 0,7 — профилакторий, остальную территорию занимают различные службы. Профилакторий имеет 12 путей, 6 из которых сквозные.

## История
Открытие парка состоялось в 1973 год в связи с увеличением подвижного состава в Туле. Депо было построено по новому на тот момент типовому проекту трамвайного парка на 150 вагоно-мест с собственным цехом планового ремонта (ранее вагоны проходили ремонт только в Красноармейском депо). На территорию парка из депо в Басово и с Оборонной была переведена служба пути. В депо изначально поступали вагоны Tatra T3 из Чехословакии. В 1988—1989 году в депо поступило 59 вагонов серии Tatra T6B5, которые первоначально вышли на 3 и 9 маршруты.
В 2005 году трамвайное депо № 2 было официально закрыто, все вагоны, находившиеся на ходу, были переведены в трамвайное депо № 1. В 2007 году трамвайное депо № 1 было переведено на территорию трамвайного депо № 2. В 2009 году в связи с увеличением вагонного парка был достроен второй оборотный путь.
В сентябре 2013 года в депо поступил первый вагон 71-407, а в 2016—2018 годах появились 50 вагонов 71-619КТ из Москвы. В 2017 году была прекращена эксплуатация вагонов Tatra T3 в качестве пассажирских, а в 2020 году, единственно сохранившееся двухдверная Tatra T3, была отреставрирована. В 2022 году в депо поступили 10 вагонов 71-623-02 из Москвы и вагоны 71-407, 71-619А, 71-619А-01 и 71-619АС из Таганрога. В 2023—2024 году в депо поступили 22 вагона 71-911ЕМ «Львёнок».
С 20 февраля 2024 года прекращена эксплуатация вагонов Tatra T6B5, два вагона которых сохранены в качестве музейных.
Трамвайное депо обслуживает все маршруты тульского трамвая. В период наивысшего развития трамвайной системы депо обслуживало 3, 6, 7, 8, 9, 10, 13, 15 и 16 маршруты.
| №  | Конечные остановки                                          | Примечания                                            |
| -- | ----------------------------------------------------------- | ----------------------------------------------------- |
| 3  | Щегловская засека — Московский вокзал                       |                                                       |
| 6  | Улица Штыковая — Стадион «Металлург»                        |                                                       |
| 7  | Щегловская засека — Стадион «Металлург»                     |                                                       |
| 9  | Московский вокзал — Стадион «Металлург»                     |                                                       |
| 10 | Стадион «Металлург» — Кондитерская фабрика «Ясная Поляна»   |                                                       |
| 11 | Красный Перекоп — Щегловская засека                         | Работает только по будням в утреннее и вечернее время |
| 12 | Менделеевский посёлок — улица Штыковая                      |                                                       |
| 13 | Стадион «Металлург» — Менделеевский посёлок                 |                                                       |
| 14 | Менделеевский Посёлок — Кондитерская фабрика «Ясная Поляна» |                                                       |
| 15 | Щегловская засека — улица Штыковая                          | Работает только по будням в утреннее и вечернее время |

## Подвижной состав
Депо рассчитано на 150 вагонов. В настоящее время в эксплуатации находится 131 вагон: 98 линейных, 19 служебных и 4 музейных. По состоянию на февраль 2024 года депо эксплуатирует:

### Линейный
- 71-619КТ — 37 единиц
- 71-911ЕМ «Львёнок» — 22 единицы
- 71-407 — 17 единиц
- 71-623-02 — 10 единиц
- 71-619А — 8 единиц
- ЛМ-2008 — 1 единица
- 71-619А-01 — 1 единица
- 71-619АС — 1 единица

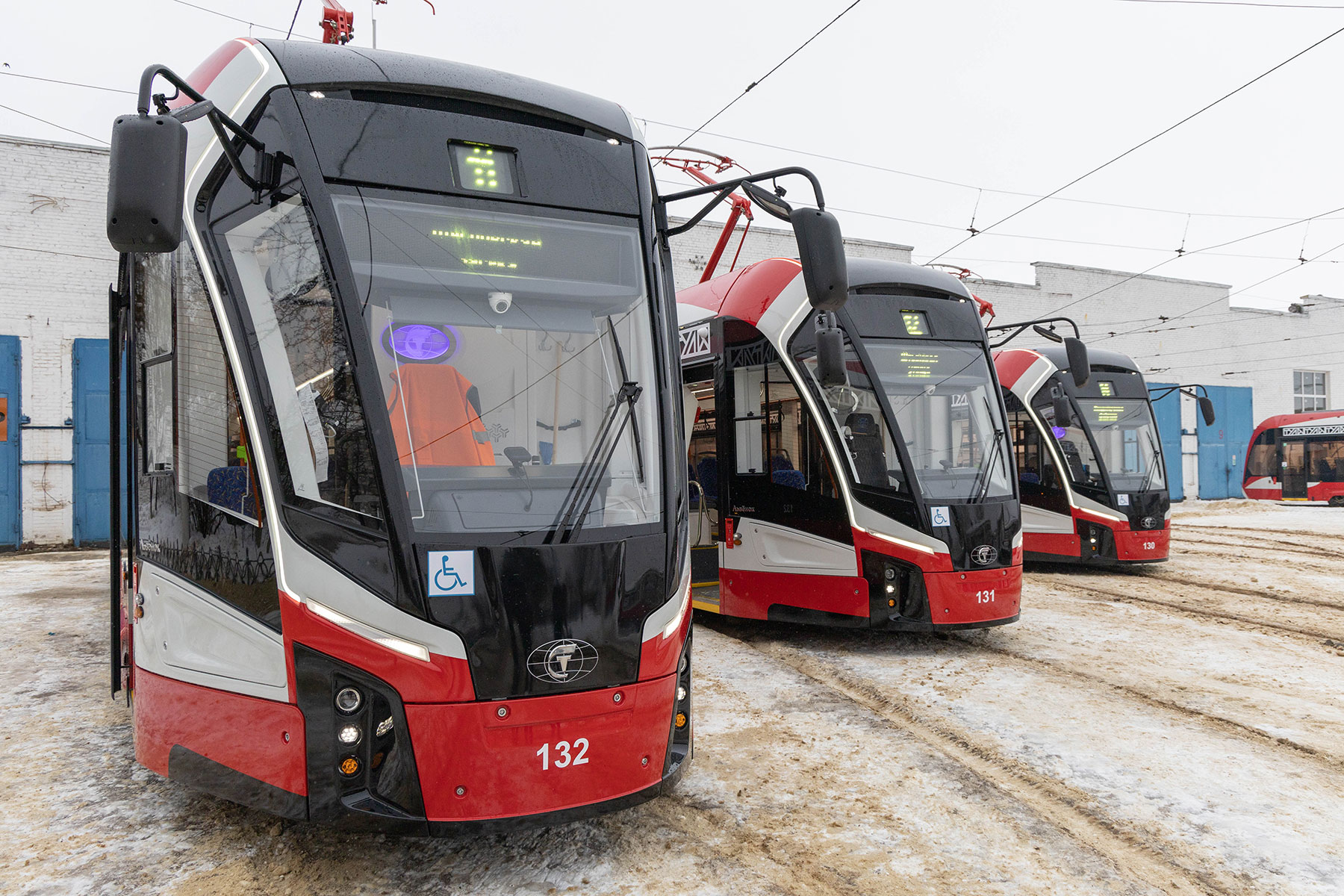
Трамваи 71-911EM в депо

- Tatra T6B5 — 7 единиц (не эксплуатируются)

### Служебный ПС

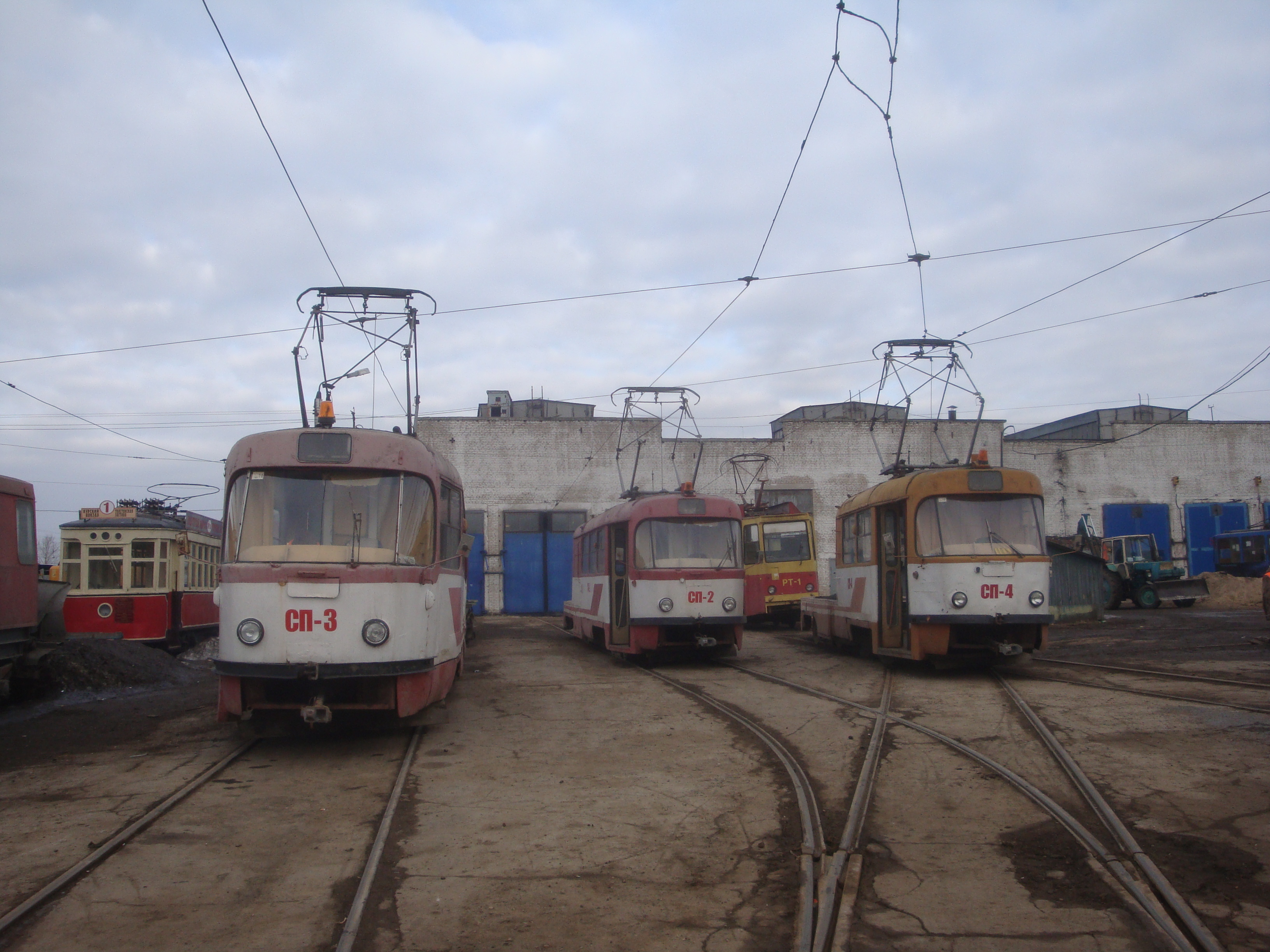
Грузовые вагоны, рельсотранспортер и музейный вагон

- Грузовой трамвай на базе вагона Tatra-T3 — 3 единицы (№ Служебный СПС, СП-2, СП-4)
- Служебный трамвай на базе вагона Tatra-T3 — 1 единица (№ 203)
- Рельсотранспортер ТК-28 — 1 единица (№ РТ-1)
- Вихревый снегоочиститель на базе вагона Tatra-T3 — 2 единицы (№ В-2, В-4)
- Вагон-вышка контактной сети на базе вагона Tatra-T3 — 1 единица (№ КС)
- Путерихтовочная машина ПРМ-5ПМ — 1 единица (не эксплуатируется)
- Путерихтовочная машина ПРМ-3ПМ — 1 единица (не эксплуатируется)
- Снегоочиститель ГС-4 — 5 единиц (№ С-1, С-4, С-6, С-7, С-9)
- Снегоочиститель ВТК-01 — 2 единицы (№ С-2, С-10)
- Поливомоечный вагон на базе КТМ-8К — 1 единица (№ 137)
- Желобоочистительная тележка (№ 0233, не эксплуатируется)

### Музейный подвижной состав
- Х — 1 единица (№ 1)
- Tatra T3SU двухдверная — 1 единица (№ 57)
- Tatra T6B5 — 2 единицы (№ 47, 332)